# Козаровце
Козаровце (словац. Kozárovce) — село, громада округу Левіце, Нітранський край. Кадастрова площа громади — 21.82 км². Протікає Чарадицький потік.
Населення 2070 осіб (станом на 31 грудня 2018 року).

## Історія
Козаровце згадується 1075 року.

## Населення
| Рік:            | 1994. | 2004.   | 2014.   | 2024.   |
| --------------- | ----- | ------- | ------- | ------- |
| Кількість осіб: | 1865  | 1963    | 2012    | 2080    |
| Різниця:        |       | +5,25 % | +2,49 % | +3,37 % |

| Рік:            | 2023. | 2024.   |
| --------------- | ----- | ------- |
| Кількість осіб: | 2089  | 2080    |
| Різниця:        |       | -0,43 % |